# Badabasapur, Ranibennur
Badabasapur là một làng thuộc tehsil Ranibennur, huyện Haveri, bang Karnataka, Ấn Độ.